# Communauté de communes Vienne Glane
Die Communauté de communes Vienne Glane ist ein ehemaliger französischer Gemeindeverband mit der Rechtsform einer Communauté de communes im Département Haute-Vienne in der Region Limousin. Sie wurde am 14. Dezember 2000 gegründet und umfasste acht Gemeinden. Der Verwaltungssitz befand sich im Ort Saint-Junien.
Mit Wirkung vom 1. Januar 2016 wurde der Gemeindeverband mit der Communauté de communes du Pays de la Météorite fusioniert und bildete so die neue Communauté de communes Porte Océane du Limousin.

## Mitgliedsgemeinden
1. Chaillac-sur-Vienne
2. Javerdat
3. Oradour-sur-Glane
4. Saillat-sur-Vienne
5. Saint-Brice-sur-Vienne
6. Saint-Junien
7. Saint-Martin-de-Jussac
8. Saint-Victurnien